# .577 Snider
.577 Snider — британский унитарный винтовочный патрон для винтовки Снайдер-Энфилд. Патрон заряжался дымным чёрным порохом и имел тупоконечную пулю диаметром 14,7 мм. Ранние .577 Snider делались из бумаги, с металлическим основанием и грунтовкой, а потом оболочка делалась из латуни, как и патроны следующего поколения типа .303 British. Коммерческое производство .577 Snider в связи с устареванием было завершено в 1930 году. Тем не менее, патроны используются до сих пор в Великобритании, по состоянию на 2012 год. Их производят, переобжимая патроны 24 калибра кустарным способом.